# Шульман, Фёдор Максимович
Фёдор Максимович Шульман 1-й (нем. Friedrich Reinhold Schulmann; 1774—1845) — генерал от артиллерии русской императорской армии, герой русско-шведской войны 1808—1809 гг.

## Биография
Родился 31 декабря 1774 года в Линнамяги Лифляндской губернии. В семье Вильгельма Магнуса Шульмана (1740—1817), кроме него было ещё девять детей, в числе которых брат Фридриха, Густав (1779—1835) — отец известных генералов русской армии, Рудольфа и Николая Шульман.
Получив образование в Артиллерийском и инженерном шляхетском корпусе, 24 июля 1791 года он поступил штык-юнкером в 1-й Канонирский полк, где в 1806 году был произведён в майоры. В этом чине в 1808 году, во время войны против шведов, он командовал действовавшей против Свеаборга батареей, за что 10 апреля 1808 года удостоился получить орден Св. Георгия 4-й степени (№ 837 по кавалерскому списку Судравского и № 1933 по списку Григоровича — Степанова)
В воздаяние отличного мужества и храбрости, оказанных при осаде крепости Свеаборга, где, командуя батареей, верными выстрелами не один раз зажигал крепость и, несмотря на множество обращенных против него неприятельских орудий, осыпавших ядрами, бомбами и бранскугелями, не переставал действовать, ободряя примером своих подчиненных.
В 1811 году получил чин подполковника. В 1811—1813 и в 1816—1818 годах командовал 6-й артиллерийской бригадой.
В Отечественную войну 1812 года за отличие в сражении под Чашниками был произведён в полковники и награжден орденом Св. Владимира 4-й степени с бантом; в Заграничной кампании 1813 года при осаде Данцига командовал всей артиллерией и 21 августа был награждён золотым оружием с надписью «За храбрость». Также за компанию 1813 г. был награжден орденами Св. Анны 2-й степени, Св. Владимира 3-й степени (21 августа 1815 г.) и прусским орденом «За заслуги».
14 апреля 1818 года был произведён в генерал-майоры; 22 августа 1826 года награждён орденом Св. Анны 1-й степени. В 1826—1831 годах исполнял должность вице-директора артиллерийского департамента и состоял для особых поручений при директоре; 22 сентября 1829 года был произведён в генерал-лейтенанты; 6 декабря 1830 года награждён орденом Св. Владимира 2-й степени. В 1831 году назначен инспектором пороховых заводов. Был произведён в генералы от артиллерии 16 апреля 1841 года.
Доблестная, беспорочная и ревностная служба Шульмана на военном поприще и труды по званию инспектора пороховых заводов были награждены в день празднования 50-летней службы в офицерских чинах (1841 г.) орденскими знаками Святого Александра Невского.
Скончался 7 (19) апреля 1845 года в Санкт-Петербурге, похоронен на Волковом лютеранском кладбище.

## Семья
Женился в Дерпте 16 февраля 1812 года на Доротее Генриетте Шульман (03.03.1781—24.03.1816).
Их сын, Владимир (1818—1872), был членом Академии художеств и известным художником-маринистом.